# Factory Girl
Factory Girl är en amerikansk långfilm från 2006 i regi av George Hickenlooper. Medverkande i filmen är bl.a. Sienna Miller, Guy Pearce och Hayden Christensen. Filmens handling kretsar kring Edie Sedgwick som spelas av Sienna Miller.

## Rollista
| Sienna Miller           | – Edie Sedgwick          |
| Guy Pearce              | – Andy Warhol            |
| Hayden Christensen      | – Billy Quinn - Musician |
| Jimmy Fallon            | – Chuck Wein             |
| Jack Huston             | – Gerard Malanga         |
| Armin Amiri             | – Ondine                 |
| Tara Summers            | – Brigid Polk            |
| Mena Suvari             | – Richie Berlin          |
| Shawn Hatosy            | – Syd Pepperman          |
| Beth Grant              | – Julia Warhol           |
| James Naughton          | – Fuzzy Sedgwick         |
| Edward Herrmann         | – James Townsend         |
| Illeana Douglas         | – Diana Vreeland         |
| Mary Elizabeth Winstead | – Ingrid Superstar       |
| Don Novello             | – Mort Silvers           |